# Riabiczew
Riabiczew (ros. Рябичев) – chutor w Rosji, w obwodzie rostowskim, w rejonie wołgodońskim. W 2010 liczył 2712 mieszkańców.